# Rue Jacques-Mawas
La rue Jacques-Mawas est une voie du 15e arrondissement de Paris, en France.

## Situation et accès
La rue Jacques-Mawas est une voie publique située dans le 15e arrondissement de Paris. Elle débute en impasse et se termine en impasse, et est desservie par la rue François-Mouthon et la rue du Commandant-Léandri.

## Origine du nom
Elle porte le nom de Jacques Mawas (1885-1976), médecin-chef de l'hôpital Rothschild.

## Historique
Cette voie est ouverte dans un lotissement appartenant à M. Pélissier. Elle prend sa dénomination actuelle en 1927.  

## Bâtiments remarquables et lieux de mémoire
L'écrivain Paul Auster a vécu rue Jacques-Mawas durant son séjour à Paris de 1971 à 1974, comme il en témoigne dans Le Diable par la queue.